# Burkhard Asmuss

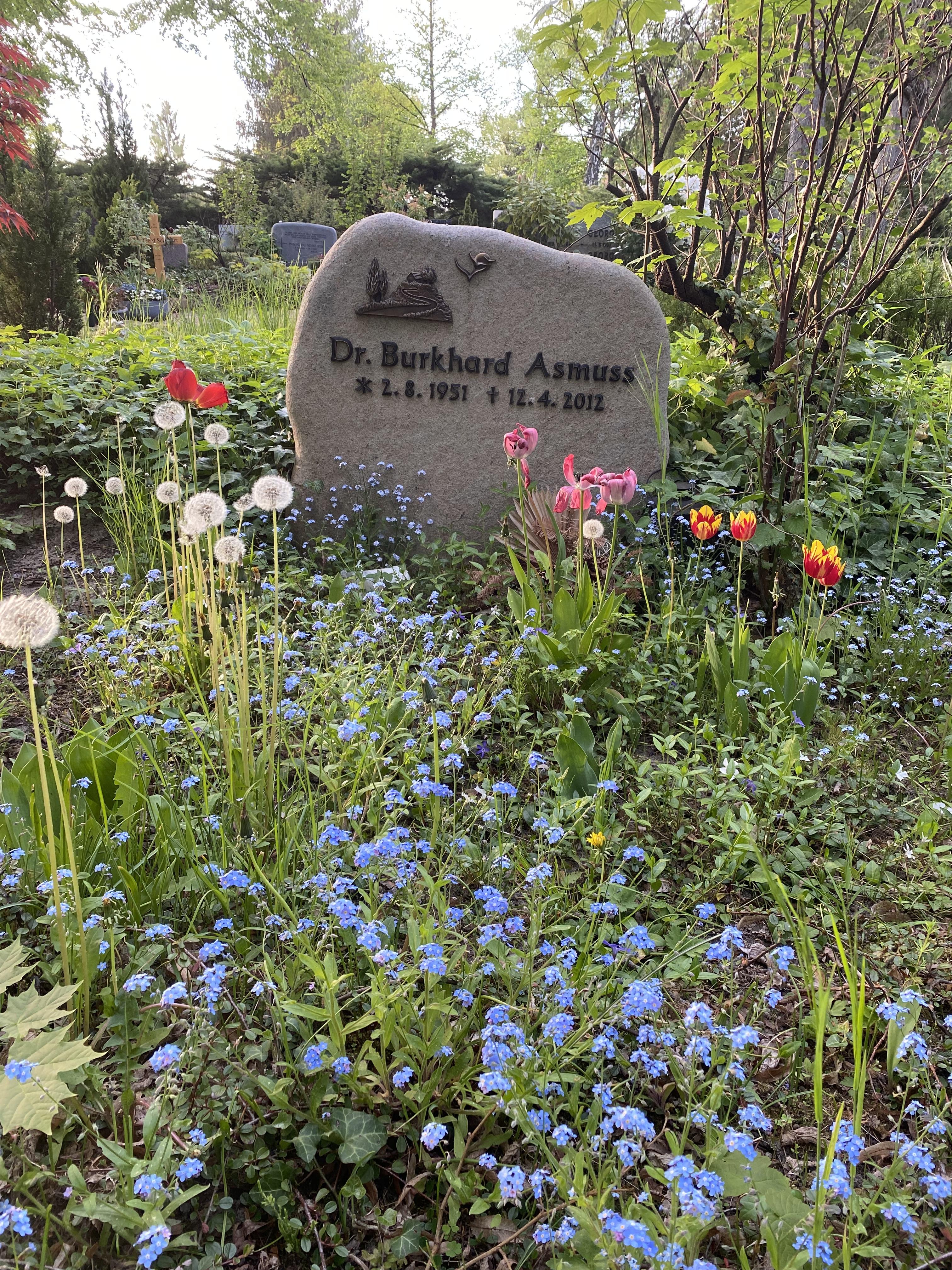
Grabstätte

Burkhard Asmuss (* 2. August 1951 in Husum; † 12. April 2012 in Berlin) war ein deutscher Historiker. Seit 1990 war er als Zeitgeschichtler am Deutschen Historischen Museum (DHM) tätig.

## Leben
Asmuss wuchs in Niebüll auf und legte an der dortigen Friedrich-Paulsen-Schule sein Abitur ab. Während des Studiums produzierte er verschiedene Beiträge für Rundfunksender. 1993 wurde er an der TU Berlin mit einer Arbeit über die Weimarer Republik promoviert. Am DHM trat er als Kurator verschiedener Ausstellungen über die Weimarer Republik und die Zeit des Nationalsozialismus in Erscheinung. Er leitete die Sammlung Zeitgeschichtliche Dokumente, baute die Zentrale Dokumentation auf und machte sich als IT-Koordinator des Museums mit dem von ihm begründeten Lebendigen Museum Online (LeMO) um die Präsentation zeitgeschichtlicher Themen in den neuen Medien verdient.
Burkhard Asmuss verstarb im Alter von 60 Jahren und wurde auf dem Friedhof Zehlendorf (Feld 003-488) beigesetzt.

## Schriften
- mit Andreas Nachama: Zur Geschichte der Juden in Berlin und das Jüdische Gemeindezentrum in der Fasanenstraße. In: Wolfgang Ribbe (Hrsg.): Von der Residenzstadt zur City (Festschrift für Charlottenburg). Berlin 1980, S. 165–228.
- Republik ohne Chance? Die Auseinandersetzung um Legitimation und Akzeptanz der Weimarer Republik in der Tagespresse zwischen 1918 und 1923 (Diss.), Berlin 1994, ISBN 3-11-014197-3
- Historische Stätten aus der Zeit des Nationalsozialismus. Orte des Erinnerns, des Gedenkens und der kulturellen Weiterbildung? Zum Umgang mit Gedenkorten von nationaler Bedeutung in der Bundesrepublik Deutschland, Symposium am 23. und 24. November 1998 im Deutschen Historischen Museum (Dokumentation, hrsg. mit Hans-Martin Hinz), Berlin 1999
- Zur Präsentation der NS-Geschichte im Deutschen Historischen Museum. Überlegungen zum Rezeptionsverhalten der Besucher im 21. Jahrhundert, in: Museen der Stadt Nürnberg (Hg.), Die Zukunft der Vergangenheit. Wie soll die Geschichte des Nationalsozialismus in Museen und Gedenkstätten im 21. Jahrhundert vermittelt werden?, Nürnberg 2000, S. 29–42
- Holocaust. Der nationalsozialistische Völkermord und die Motive seiner Erinnerung (Ausstellungskatalog, hrsg. im Auftrag des Deutschen Historischen Museums), Berlin 2002
- Der Krieg und seine Folgen. 1945 – Kriegsende und Erinnerungspolitik in Deutschland (Ausstellungskatalog, hrsg. mit Kay Kufeke und Philipp Springer im Auftrag des Deutschen Historischen Museums), Berlin 2005, ISBN 3-86102-133-1
- Deutsche und Polen – 1.9.39 : Abgründe und Hoffnungen, (Ausstellungskatalog, hrsg. mit Bernd Ulrich), Dresden 2009, ISBN 978-3-940319-66-1.